# Celesty
Celesty fue una banda de power metal creada en 1998 en Seinäjoki, Finlandia y estuvo activa hasta 2012 cuando anunciaron un parón indefinido. La banda sería posteriormente reactivada en 2015, pero disuelta al año siguiente.

## Historia
La primera formación de Celesty del año 1998 era totalmente distinta a la formación actual, en la cual tan solo el bajista Ari Katajamäki y el baterista Jere Luokkamäki siguen desde el principio. En 1999 Tapani Kangas entra en la banda como guitarrista. Después de esto, Celesty graba su primera demo en verano de ese mismo año. Esta demo no se llega a comercializar ni a poner en venta.
Poco después, Ari, Jere y Tapani deciden despedir a algunos miembros y empiezan a reemplazarlos por otros nuevos. En 2000 Tapani y Ari se alistan en el Ejército mientras el grupo sigue buscando una formación estable. En la primavera de 2000, Tapani conoce a un joven y virtuoso guitarrista, J-P Alanen, a quién le pregunta para ingresar en Celesty. Alanen rápidamente acepta la oferta y se une a la banda. Él conocía de antes al cantante Kimmo Perämäki y comenta a la banda la idea de darle una oportunidad. La banda accede y Kimmo entra también en la banda.
Durante el otoño de 2000, Celesty finalmente entra en estudio para grabar su primer demo. Warrior Of Ice se lanza en la primavera de 2001 con críticas positivas. Poco después del lanzamiento, Juha Mäenpää se une a Celesty para tocar el teclado. En marzo de 2002 Celesty comienza la grabación de su segunda demo en los estudios Fantom. Times Before The Ice obtiene aún mejores críticas, y rápidamente compañías musicales se ponen en contacto con la banda. Firman un contrato con la compañía española Arise Records, y, ese mismo otoño, entran de nuevo en estudio para grabar su disco de debut Reign Of Elements, el cual sale a la venta en todo el mundo en diciembre de 2002. Celesty también aparece en el tributo a Helloween llamado The Keepers Of Jericho - A Tribute To Helloween, Part II
En el verano de 2003, Celesty empieza a componer canciones para su segundo álbum. En otoño de 2003, entran en estudio para grabar su segundo álbum, llamado Legacy Of Hate, dándose un respiro después de una etapa de actuaciones en directo. Las nuevas canciones son muy diferentes de su anterior material. Aunque Ari, Jere, Juha, J-P y Tapani quedan muy satisfechos con el nuevo material, el cantante Kimo tiene otros planes y decide abandonar la banda. Celesty se ve forzado a encontrar un nuevo cantante. Entrevistan a muchos cantantes, y finalmente Antti Railio, un cantante de Vaasa es el elegido. En mayo de 2004, Arise Records lanza al mercado el álbum Legacy of Hate.
En 2005, Celesty vuelve a aparecer en un tributo, esta vez tocando la canción Holy Wars... The punishement due de Megadeth. En agosto de 2005, la banda firma un contrato internacional con la compañía alemana Dockyard 1. Celesty se pone rápido a componer nuevas canciones para su tercer álbum. Al mismo tiempo, un antiguo amigo de la banda, el guitarrista y compositor Teemu Koskela se une a la banda. También deciden evitar dar conciertos por un tiempo para concentrarse plemante en su nuevo álbum. Celesty se mete de nuevo en estudio para grabar Mortal Mind Creation en los Estudios Midas de Vaasa de Finlandia, durante el verano de 2006. Finalmente se lanza en todo el mundo el 23 de octubre.
En 2009, la banda edita lo que será su cuarto álbum de estudio, Vendetta, con once temas, más un bonus track en Japón.
Este sencillo fue grabado y mezclado por Samu Oittinen en los Fantom Studios], y masterizado por Svante Forsbäck en Chartmakers.
Cuenta con colaboraciones en los coros de artistas como Jani Liimatainen, Vesa Virtanen, Taage Laiho, Tapani Kangas y Ville Hautaluoma, además de la cantante femenina Suvi-Tuuli Dietrich, y también colaboraciones en el solo de "Feared by Dawn" (Elias Viljanen) y "Legacy of Hate pt3: Chaos and Destruction" (Stephan Lill).
El 30 de diciembre de 2009, la banda anuncia mediante un comunicado en su página web Oficial , que su Vocalista Antti Railio ha decidido seguir un camino diferente que la banda. Los restantes miembros de Celesty les gustaría aprovechar este momento para desearle éxito en su carrera Antti vocal, pero que están listos para dar el siguiente paso para el futuro de la banda...
Con esto dicho Celesty es seguir adelante y ya en los tiros de crear música nueva y más potente, innovador para su próximo CD. Mientras que están ocupados creando también están en la búsqueda de la cantante sólo el derecho de presentar una nueva ventaja a su música.
El 20 de febrero de 2010, la banda anuncia en su página web , que el Sexteto Celesty, tiene un nuevo vocalista, Tony Turunen, hermano de Tarja Turunen. "Esto se siente increíble!" Tony admite. "Este es un desafío nuevo e interesante para mí. Estoy esperando ansiosamente para ver qué nos depara el futuro para mí y la banda." 
"No es sólo un gran cantante, pero también un cantante talentoso, con una presencia escénica muy potente. Además es un gran tipo!" resume el baterista y compositor Jere Luokkamäki. 
"Me siento optimista sobre el futuro, y ya tengo un montón de ideas para la banda. Haré todo lo mejor y ser creativos, tanto en el estudio y durante los conciertos. Mis expectativas para la banda son muy altas! , dice Tony, cuyo primer show en vivo con CELESTY será en marzo.
En 2012, la banda anuncia por su página web la decisión de parar indefinidamente sus actividades musicales. La banda sería posteriormente reactivada con la vuelta de Kimmo Perämäki a las voces y J-P Alanen a las guitarras, pero resultó ser una reunión breve ya que la banda se termina separando definitivamente en 2016.

## Miembros
Voz
- Tommi Ritola (1998 - 1999)
- Kimmo Perämäki (2000 - 2003, 2015 - 2016)
- Antti Railio (2003 - 2009)
- Tony Turunen (2010 - 2012)

Guitarra
- Jari Lethola (1999)
- J-P Alanen (2000 - 2005, 2015 - 2016)
- Tapani Kangas (1999 - 2010, 2015 - 2016)
- Teemu Koskela (2005 - ?)

Teclados
- Marika Kleemola (1998 - 1999)
- Juha Mäenpää (2001 - 2012, 2015 - 2016)

Bajo
- Ari Katajamäki (1998 - 2012, 2015 - 2016)

Batería
- Jere Luokkamäki (1998 - 2012, 2015 - 2016)

## Discografía
- Warrior Of Ice (Demo) (2000)
- Times Before The Ice (Demo) (2002)
- Reign Of Elements (2002)
- Legacy Of Hate (2004)
- Mortal Mind Creation (2006)
- Vendetta (2009)